# Cumbres (película)
Cumbres es una película mexicana de drama en blanco y negro dirigida por Gabriel Nuncio. Estrenada en 2013, la cinta está inspirada en el «caso Cumbres», ocurrido en 2006 en la ciudad de Monterrey.

## Sinopsis
A raíz de una tragedia, dos hermanas huyen precipitadamente de Monterrey. Sin tener claridad de lo que sucede, Miwi (la menor) maneja incansable para salvar a Juliana, la principal sospechosa. Aunque crecieron juntas, han convivido muy poco. Su obligado peregrinaje crea una peculiar relación entre ellas, marcada por el amor, el dolor y la culpa.

## Reparto
- Aglae Lingow como Miwi[2]
- Ivanna Michel como Juliana
- Abdul Marcos como Danisaurio
- Gonzo Cepeda Javier como Luis
- Sergio Quiñones como Efren
- Alexandro Aldrete como locutor de radio
- Edwin Carcano como cajero en autopista
- Iván González Quaker como policía federal

## Festivales
Cumbres se ha exhibido en distintos festivales:
- South by Southwest (SXSW)[3]
- Festival Internacional de Cine UNAM (FICUNAM)[4]
- Baja International Film Festival Los Cabos[5][6]
- Riviera Maya Film Festival[7]